# Carapidae

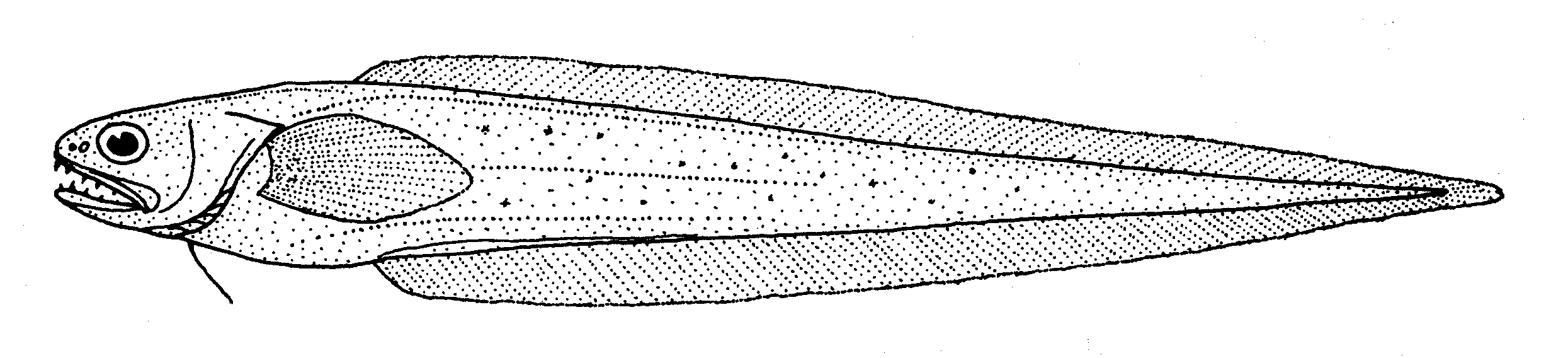
Pyramodon ventralis.

Los perleros son la familia Carapidae de peces marinos incluida en el orden Ophidiiformes, distribuidos por el océano Atlántico, Índico y Pacífico. Su nombre deriva del griego: kara (cabeza) + apous (sin pies, por tener las aletas pélvicas situadas muy alto).

## Anatomía
Las aletas dorsal y anal se prolongan hasta la aleta caudal, como en el resto del orden, pero una característica distintiva de esta familia es que los radios de la aleta dorsal son más cortos que los opuestos radios de la aleta anal; el ano está situado muy cerca de la cabeza, con una amplia abertura de las agallas y sin espina en el opérculo; son peces sin escamas, con el cuerpo anguiliforme y normalmente translúcido.

## Hábitat y modo de vida
Existen en esta familia distintas formas de vida: unos son de vida libre -género Echiodon-, otros son comensales -Carapus y Onuxodon-, mientras que otros son parásitos -Encheliophis-, los cuales viven en el interior de hospedadores invertebrados (holoturias, moluscos bivalvos y estrellas de mar), muy extendidos por comunidades coralinas. Esto probablemente les dio su nombre común, pues los buscadores de perlas debían encontrarlos en el interior de los bivalvos que abrían.
Habitan aguas de la plataforma continental y del talud continental desde 0 a 2000 metros de profundidad, en aguas tropicales y subtropicales entre los 65º de latitud norte y los 60 º de latitud sur.

## Géneros
Existen 36 especies agrupadas en los 8 géneros siguientes:
- Subfamilia Carapinae:
  - Género Carapus Rafinesque, 1810
  - Género Echiodon Thompson, 1837
  - Género Encheliophis Müller, 1842
  - Género Onuxodon Smith, 1955
- Subfamilia Pyramodontinae:
  - Género Eurypleuron Markle y Olney, 1990
  - Género Pyramodon Smith y Radcliffe, 1913
  - Género Snyderidia Gilbert, 1905
- Subfamilia Tetragondacninae:
  - Género Tetragondacnus Anderson y Satria, 2007